# Magnetisk ström
Magnetisk ström är ett elektrodynamiskt maglev svävaresystem, som presenterades av Eastham och Eric Laithwaite 1974.
Det består av en tunn ledande platta på en AC linjärmotor. Till följd av det transversella flödet och geometrin, ger denna såväl lyftkraft, stabilitet och framdrivning som att vara relativt effektiv.